# تونخیل (گووی-آلتای)
تونخیل (به لاتین: Tonkhil) یک منطقهٔ مسکونی در مغولستان است که در استان گاوی-آلتای واقع شده‌است. تونخیل ۷٬۳۲۲ کیلومتر مربع مساحت دارد.